# Clarisse Ebrottie Nda
Clarisse Ebrottie Nda, née le 10 juin 1984, est une judokate ivoirienne.

## Biographie
Clarisse Ebrottie Nda remporte la médaille de bronze dans la catégorie des moins de 52 kg aux Jeux de la Francophonie de 2005 à Niamey ainsi qu'aux Championnats d'Afrique de judo 2006 à Port-Louis. 